# 馬福壽

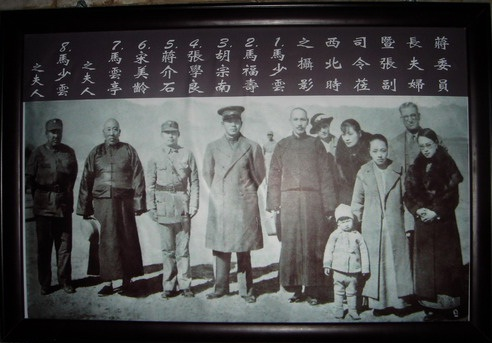
1934年，蒋委员长夫妇暨张副司令在西北时之摄影，（自左至右）1马少云，2马福寿，3胡宗南，4张学良，5蒋介石，6不详，7不详，8宋美龄，9马云亭之夫人，10端纳，11马少云之夫人

馬福壽（？—1956年），字靜庵，回族，甘肃临夏人。中华民国军事及政治人物。

## 生平
1892年，馬福壽在接受军事训练三年之后加入武术馆并参加军校。
中华民國初年，馬福壽曾任寧夏昭武軍統領。1917年，馬福壽奉兄長马福祥之命，率昭武軍在昭化庙击败了高士秀。後来，馬福壽曾任寧夏省政府民政廳廳長、代理寧夏省政府主席等职务。
中华人民共和国成立後，馬福壽返回臨夏定居。
1956年，馬福壽病逝，享年九十多歲。

## 家庭
馬福壽是馬千齡的第四个儿子。馬福壽有一个儿子马春元。